# میلسون، شروپ‌شر
میلسون (به انگلیسی: Milson) یک روستا و محله مدنی در بریتانیا است که در Shropshire واقع شده‌است.